# BNT 1
BNT 1 (bułg. БНТ 1) – pierwszy program bułgarskiej telewizji publicznej uruchomiony 26 grudnia 1959.
Od 1970 roku kanał rozpoczął nadawanie w kolorze.
14 września 2008 Kanał BNT 1 (Канал 1 на БНТ) zmienił nazwę na „BNT 1” w celu połączenia wszystkich kanałów BNT pod jednym sztandarem.